# Norwegische Heraldik
Die norwegische Heraldik reiht sich  in die der nordischen Länder, wie Dänemark, Schweden und Finnland ein. So führt Norwegen, genau wie diese Staaten, in seiner Landesflagge das einfache skandinavische Kreuz als gleiche Grundform. Die verschiedenen länderspezifischen Farbgebungen bilden den Unterschied.
Ein Großteil norwegischer Wappen hat einen dänischen Ursprung. Das betrifft besonders Wappen des Adels und des Bürgertums. Die Wappen alteingesessener Geschlechter Norwegens zeigten keine Eigenständigkeit. Ursache ist die über vier Jahrhunderte währende Personalunion. Diese dauerte von 1380 bis 1814 und dominierte das Wappenwesen. Eingewanderte Familien, besonders aus Schottland, prägten ebenfalls die Heraldik. Das ungeregelte Wappenwesen Norwegens äußerte sich in vielen Verstößen gegen heraldische Regeln. Es gab keine Kontrolle durch eine Behörde oder ein  Heroldsamt. Es wurden an den ererbten und angenommenen Wappen nach Belieben Veränderungen vorgenommen. Die Erblichkeit der Wappen war für beide Geschlechter, männlich und weiblich, gleichermaßen möglich. Die Wappen der Familien wurden so zum unverwechselbaren persönlichen Zeichen. Die Wappen einer Stammlinie wichen stark ab.